# 格雷姆·索内斯
格雷姆·詹姆斯·索内斯，CBE（Graeme James Souness，1953年5月6日—）出生於苏格兰爱丁堡，苏格兰前足球运动员，現為Sky Sports評述員。2007年獲選入英格蘭足球名人堂。
桑拿士球員時代於熱刺打起，至1978年加盟老牌球會利物浦。時正值利物浦全盛时期，身為球隊隊長的索内斯，曾五度贏得英格蘭頂級聯賽冠軍（相當於現在的英超冠軍），以及三屆歐洲聯賽冠軍杯。其後遠赴意甲加盟桑普多利亚，至1986年返回蘇格蘭加盟當地班霸流浪者。
退役後曾執掌多家球會，除了1991年的利物浦外，主要都是國外次級聯賽球會，和英格蘭下游球會。2000年接掌已降級的布力般流浪，其間成功助球會升回英超。2004年接掌紐卡素，因戰績低迷，終在一年半後被辭退。
| 前任： | 利物浦 1991年－1994年 | 繼任： |